# Indicatif régional 773
L'indicatif régional 773 est l'indicatif téléphonique de la ville de Chicago depuis le 12 octobre 1996. L'indicatif 773 couvre l'intégralité de la ville à l'exception de Downtown Chicago (le cœur économique et financier de la région chicagoane) qui dépend quant à lui de l'indicatif 312.
À l'origine, la ville de Chicago tout entière ainsi qu'une grande partie de ses banlieues (incluant neuf comtés de l'aire métropolitaine de Chicago, côté Illinois) dépendait de l'indicatif 312. Cependant, en 1989, l'indicatif 708 a été créé pour les banlieues et l'indicatif 312 est modifié pour n'inclure que Downtown Chicago. En 1996, l'indicatif 773 est créé pour tout le territoire de la ville de Chicago (sauf Downtown).